# Козак Людмила Михайлівна
Козак Людмила Михайлівна (10 серпня 1952, Київ) — фахівець у галузі біокібернетики, медичної та біологічної інформатики та кібернетики, доктор біологічних наук, заступник головного редактора наукового журналу  «Кибернетика и вычислительная техника». Автор понад 130 наукових публікацій у вітчизняних та зарубіжних виданнях.

## Біографія
Людмила Михайлівна Козак народилась 10 серпня 1952 року в Києві. Закінчила Київський Національний університет ім. Т. Шевченка у 1974 р., за фахом біофізика. Працювала в  Інституті кібернетики ім. В. М. Глушкова НАН України (1974–95). З 1995 і донині працює в  Міжнародному науково-навчальному центрі інформаційних технологій та систем НАН України та МОН України (Київ)  —провідним науковим співробітником відділу медичних інформаційних систем. доктор біологічних наук (1995), старший науковий співробітник (з 2000);заступник головного редактора наукового журналу  «Кибернетика и вычислительная техника»(з 2012).

## Наукова діяльність
Людмила Козак працює у галузі біологічної та медичної інформатики і кібернетики в напрямках: дослідження функціонального стану людини в різній професійній діяльності та в залежності від віку;;

розробка інформаційних технологій дослідження індивідуального і популяційного здоров'я;;

формування теоретичних засад телемедицини.

Автор понад 130 наукових публікацій з тематики досліджень у вітчизняних та зарубіжних виданнях.

Проводить багаторічну роботу з підготовки наукових кадрів вищої кваліфікації з біологічної та медичної кібернетики: з 1987 по 1997  — вчений секретар спеціалізованої вченої ради за цією спеціальністю в Інституті кібернетики, (з 1982 р.  — голова ради академік  М. М. Амосов, з 1988 по 1997 цю посаду обіймав професор  Ю. Г. Антомонов). З 2006 Людмила Козак є заступником голови спеціалізованоївченої ради Д26.171.03 в  Міжнародному науково-навчальному центрі інформаційних технологій та систем НАН України та МОН України, спеціальність медична та біологічна інформатика і кібернетика, головою ради є професор О. С. Коваленко. Спеціалізована рада в своєму складі об'єднує фахівців з біологічних, медичних та технічних наук і має повноваження розглядати та проводити захист дисертацій на здобуття наукових ступенів кандидата та доктора наук з медичних, біологічних та технічних наук. Під керівництвом Козак Л. М. успішно захищені дві кандидатські та докторська дисертації і зараз виконуються нові — за спеціальностями медична і біологічна інформатика та кібернетика.
Окрім наукової, Л. М. Козак займається методичною роботою, є керівником семінару з проблем медичної і біологічної інформатики та кібернетики, є членом редколегій декількох вітчизняних журналів. З 2012 року Козак Л. М. обіймає посаду заступника головного редактора наукового журналу Кибернетика и вычислительная техника.

## Сім'я
Чоловік —  Михайло Юрійович Антомонов, доктор біологічних наук, профессор.

Донька — Анастасія Михайлівна Павліченко (1977 р.н.), фахівець з фармакологічного маркетингу та менеджменту. 

Онуки — Олександра (2002 р.н.) та Михайло (2007 р.н)